# Campanorco
Campanorco es un género extinto de mamíferos notoungulados propios de América del Sur que vivieron en el Eoceno temprano; es el único miembro conocido de la familia Campanorcidae.

## Generalidades
Sus primeros restos fueron hallados en las proximidades del cerro argentino de Campanorco: Campanorco inauguralis. Después su área de dispersión se ha ampliado a todo el norte de Argentina hasta Uruguay, en la cual se han encontrado abundantes restos. Debió ser un animal muy abundante ligado a un hábitat muy específico. Se incluye entre los tipoterios y su clasificación como familia propia denota su temprana especialización.
Animales de cuerpo alargado, patas más bien cortas y del tamaño de un perro, eran herbívoros tropicales que vivían en zonas húmedas de arcillas y limolitas con intercalaciones menores de areniscas en las cuales posiblemente cavaban madrigueras junto a lagos y lagunas. Los primeros restos conocidos se corresponden a un depósito lacustre perenne de agua dulce. Se alimentarían de la vegetación tierna de los lagos y lagunas refugiándose de sus predadores en el agua o en las madrigueras, al modo de los coipos o castores actuales, aunque posiblemente no fuesen de hábitos tan anfibios. Debieron ser animales tranquilos y tendrían movimientos lentos, reaccionando ágilmente a la hora de huir. Estaban adaptados a una ecorregión que se corresponde con el actual Pantanal, abundante en predadores.